# Ichneumon iranicus
Ichneumon iranicus là một loài tò vò trong họ Ichneumonidae.